# Heinz Reuter
Heinz Reuter (* 22. Jänner 1914 in Wien; † 8. Mai 1994 ebenda) war ein österreichischer Meteorologe und Direktor der Zentralanstalt für Meteorologie und Geodynamik (ZAMG) in Wien.

## Leben
Heinz Reuter wurde als Sohn des Gerichtsmediziners und Kommunalpolitikers Fritz Reuter in Wien geboren und studierte an der Universität Graz Mathematik und Physik, wo er 1937 zum Dr. phil. promoviert wurde.
Am 1. August 1938 wurde er auf dem Fliegerhorst Wels als Meteorologe beim Reichswetterdienst angestellt und avancierte 1942 zum Wetterdienstleiter für Slowakei, Rumänien und Bulgarien, ehe er in britische Kriegsgefangenschaft geriet.
Von 1945 bis 1962 war Reuter beim wissenschaftlichen Dienst der ZAMG tätig und habilitierte sich 1947 an der Universität Wien, wo er ab 1955 als tit. ao. Prof., ab 1962 als ao. Prof. und ab 1967 als o. Prof. und Ordinarius für theoretische Meteorologie bis 1985 wirkte.
1976 kehrte er an die ZAMG zurück und trat die Nachfolge von Ferdinand Steinhauser als Direktor an. Diesen Posten bekleidete er bis zu seiner Pensionierung im Jahre 1984.
Heinz Reuter lebte mit seiner Gattin Paula, mit der er seit 1943 verheiratet war, in Wien und wurde am 18. Mai 1994 auf dem Friedhof Hietzing bestattet.

## Wissenschaftliche Bedeutung
Kurz nach seiner Berufung zum neuen Direktor der ZAMG am 1. Mai 1976 richtete er als Spezialist auf dem Gebiet der Synoptik und der theoretischen Meteorologie 1977 die neue Abteilung für Umweltmeteorologie an der ZAMG ein. Er befriedigte damit den rasch wachsenden Bedarf an Beratung und Beurteilung im Zusammenhang mit behördlichen Genehmigungsverfahren bei Errichtung und Betrieb
industrieller Anlagen.
In seine Amtszeit fiel auch der Empfang der ersten Meteosat-Bilder. Die ersten konnten am 22. August 1979 in der ZAMG empfangen werden und bereits ab 22. Oktober wurden davon Großaufnahmen im Wetterbericht des ORF im Fernsehen gesendet. Durch die von ihm präsentierten Wetterberichte im Fernsehen erlangte Reuter großen Bekanntheitsgrad.
Die objektive Behandlung von Gitterpunktsdaten der vom Europäischen Zentrum für Mittelfristvorhersagen (EZMWF) errechneten Vorhersagekarten wurde durch die Entwicklung des Programms MOD (Model Output Diagnosis) ermöglicht, wodurch eine längerfristige Vorschau auf das Wetter im Fernsehwetterbericht eingeführt werden konnte.

## Mitgliedschaften und Auszeichnungen
- 1975: Korrespondierendes Mitglied der Akademie der Wissenschaften
- 1984: Großes Silbernes Ehrenzeichen für Verdienste um die Republik Österreich
- 1984: Ehrenmedaille der Bundeshauptstadt Wien in Gold